# Burning Cats and Amputees
Burning Cats and Amputees è un album raccolta dei BulletBoys, uscito l'11 aprile 2000 per l'Etichetta discografica Cleopatra Records. Contiene pezzi presi dai primi 3 dischi con in più l'inedito Something Good.

## Tracce
1. Hard As Rock – 3:15
2. Smooth Up – 5:05
3. Shoot the Preacher – 3:50
4. Money – 4:54
5. F#9 – 3:30
6. When Pigs Fly – 4:38
7. Thrill That Kills – 3:38
8. Talk to Daughter – 3:33
9. St. Christopher – 4:56
10. THC Groove – 4:21
11. Slow and Easy – 2:33
12. Rock Candy (Montrose Cover) – 4:48
13. Something Good – 2:17

## CFormazione
- Marq Torien - voce
- Mick Sweda - chitarra, cori
- Lonnie Vencent - basso, cori
- Jimmy D'Anda - batteria